# Les Ogres de Barback
Les Ogres de Barback is een Franse muziekgroep. De muziek is beïnvloed door Franse chansonniers als Renaud en Georges Brassens, Oost-Europese muziekstijlen, zoals klezmer en zigeunermuziek, en moderne popmuziek. De teksten zijn vooral in het Frans.

## Bandleden
De band bestaat uit de broers en zussen Fred, Sam, Alice en Mathilde Burguière. Ze zijn Fransen van Armeense afkomst. Allen bespelen ze verschillende instrumenten.

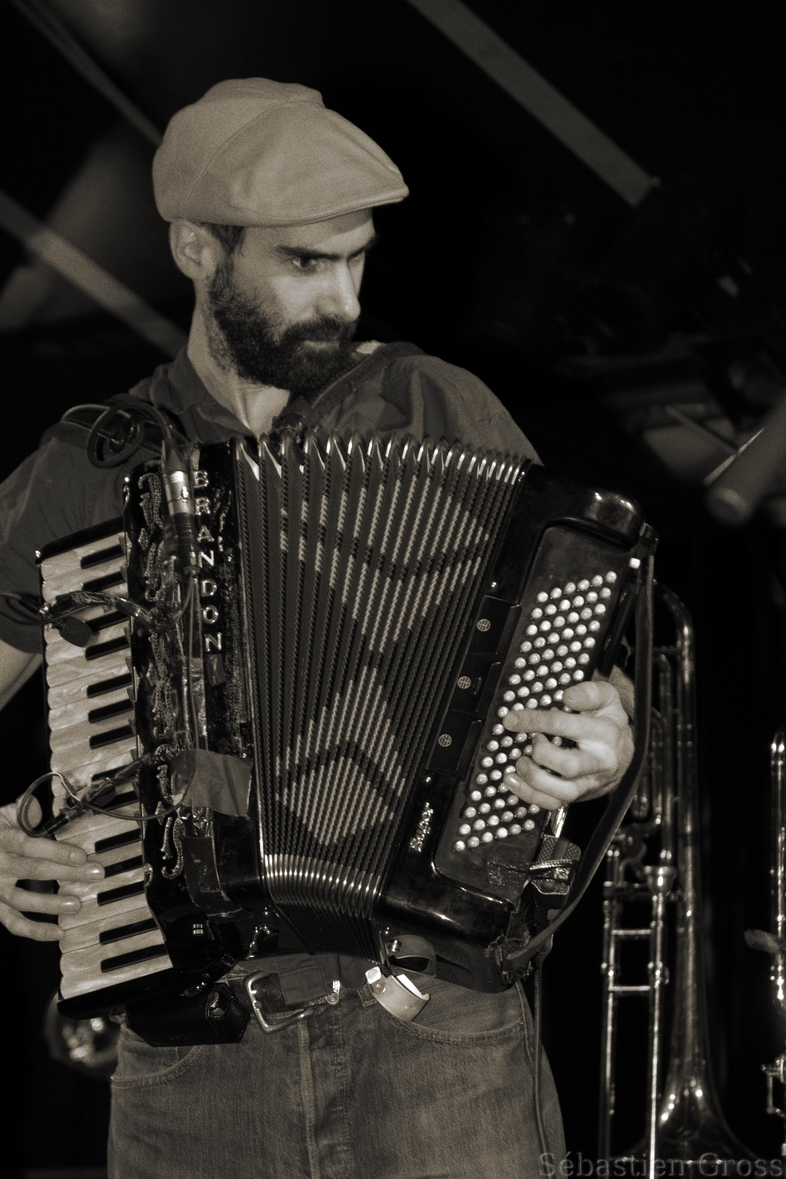
Fred
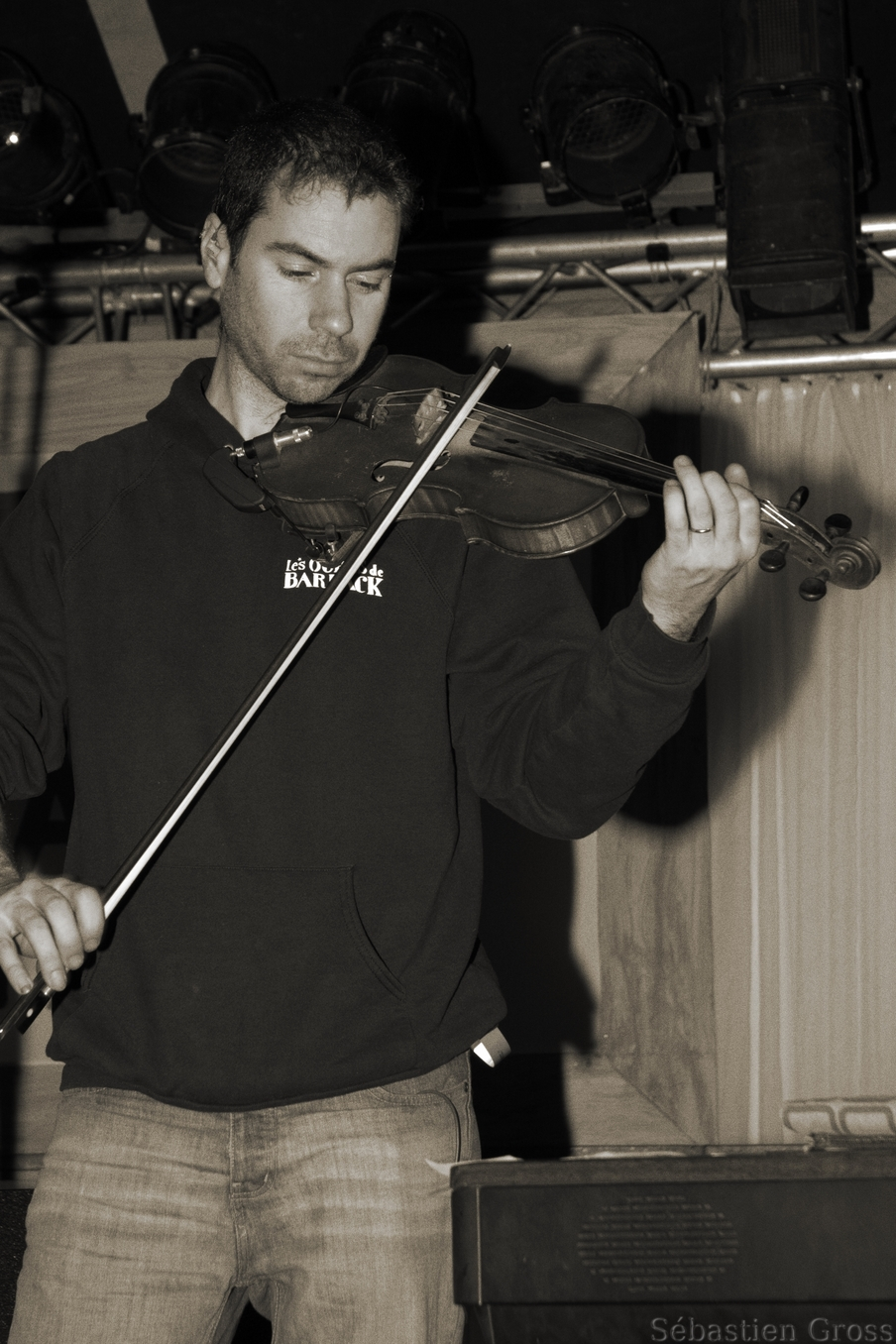
Sam

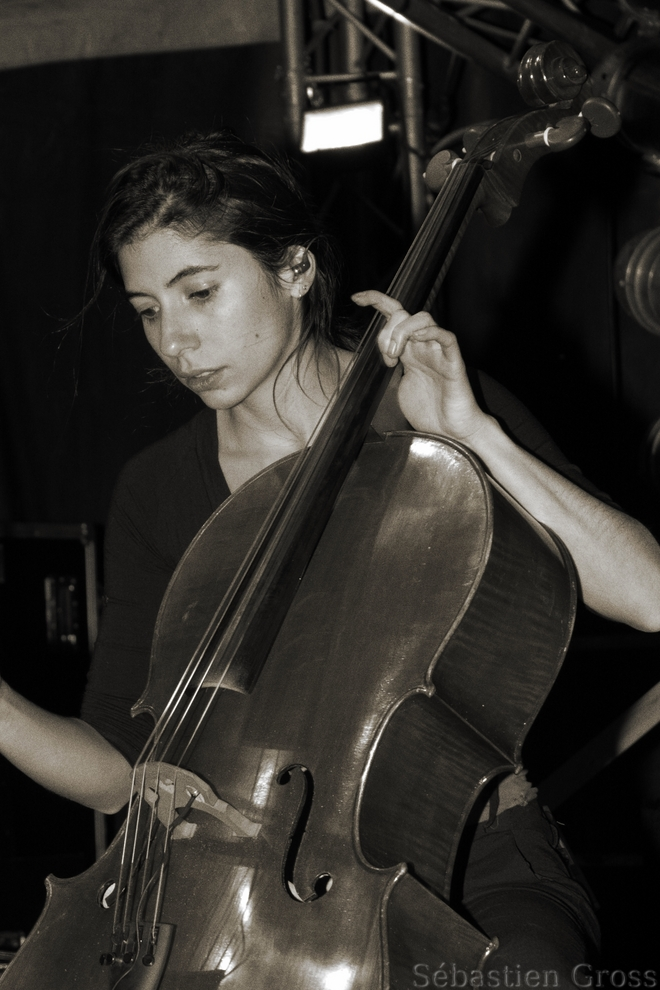
Alice
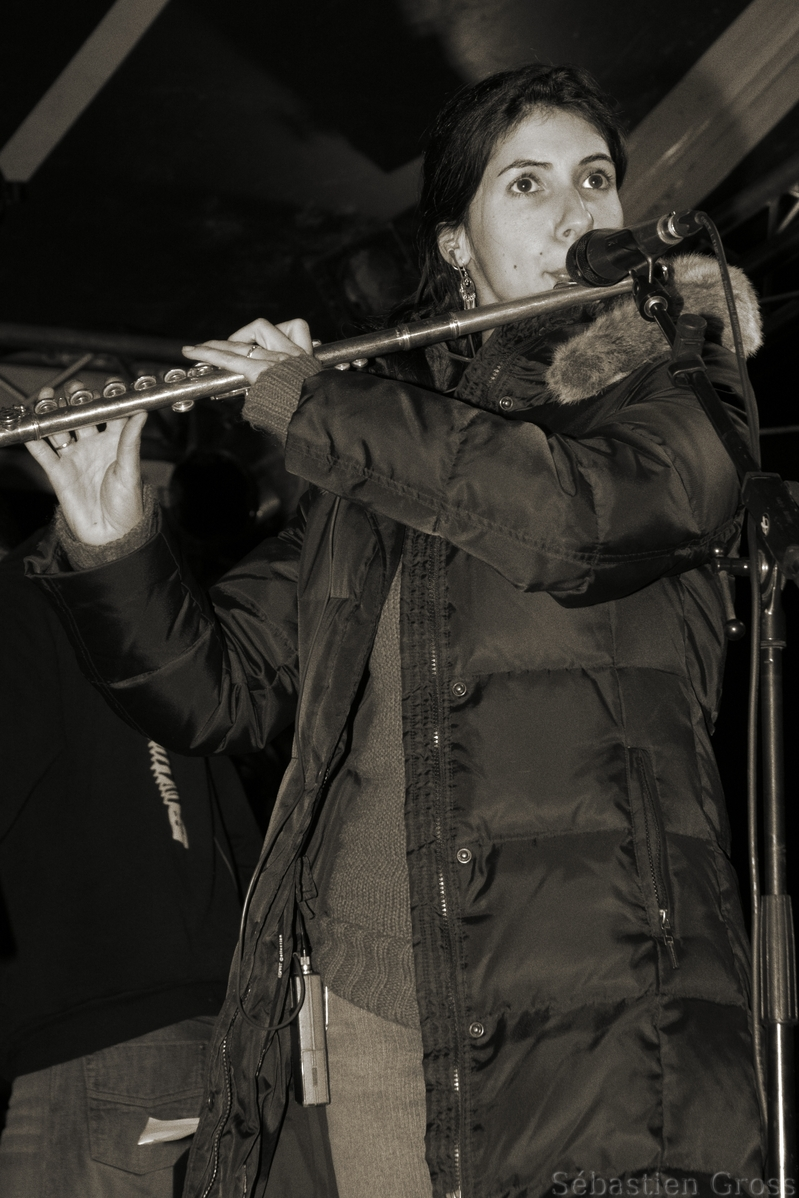
Mathilde

## Discografie
- Rue du temps (1997)
- Irfan le Héros (1999)
- Fausses notes & Repris de Justesse (2000)
- Croc'Noces (2001)
- Un Air, Deux Familles (2002, met Les Hurlements d'Léo)
- La pittoresque histoire de Pitt'ocha (2002)
- Terrain Vague (2004)
- Les Ogres de Barback et la Fanfare du Belgistan (2005, live)
- Avril et vous (2006, live)
- Du simple au néant (2007)
- Pitt Ocha au Pays des Mille Collines (2009)
- Comment je suis devenu voyageur (2011)